# W cieniu Białego Drzewa. Powieść fantasy w XX wieku
W cieniu Białego Drzewa. Powieść fantasy w XX wieku – polska książka z dziedziny literaturoznawstwa autorstwa Tomasza Z. Majkowskiego. Została wydana przez Wydawnictwo Uniwersytetu Jagiellońskiego w 2013. Jej recenzentem był prof. dr hab. Stanisław Balbus. Książka analizuje najważniejsze utwory z gatunku fantasy powstałe w XX wieku.

## Zawartość dzieła
Autor poddaje analizie dzieła takich twórców jak C.S. Lewis, Robert E. Howard, H.P. Lovecraft, czy Ursula K. Le Guin. W swoim dziele jednak analizuje ich twórczość przede wszystkim w kontekście twórczości J.R.R. Tolkiena – stąd tytuł pracy, nawiązujący do Białego Drzewa Gondoru.